# FFH-Gebiet Dünenlandschaft Süd-Sylt
Das FFH-Gebiet Dünenlandschaft Süd-Sylt ist ein NATURA 2000-Schutzgebiet in Schleswig-Holstein im Kreis Nordfriesland in den Gemeinden Sylt im Norden und Hörnum (Sylt) im Süden. Es hat eine Fläche von 741 ha. Die größte Ausdehnung liegt in Nordsüdrichtung und beträgt 15,5 km. Daraus ergibt sich eine mittlere Gebietsbreite von 478 m. Die höchste Erhebung mit 29,3 m über NN liegt auf dem Budersand 800 m nordöstlich von Hörnum. Es besteht aus drei räumlich getrennten Teilgebieten. Das nördliche Teilgebiet beginnt am Südrand der Jugendherberge von Sylt und endet im Süden in Rantum am Henning-Ringen-Wai. Nach einer Unterbrechung von 90 m beginnt gen Süden das mittlere Teilgebiet. Es endet am Nordrand vom Golfclub Budersand. Das südliche Teilgebiet beginnt an der Straße Süderende in Hörnum und endet nach Süden auf der Sandbank Theeknobs 500 m südlich vom Strand von Hörnum-Odde.

## FFH-Gebietsgeschichte und Naturschutzumgebung

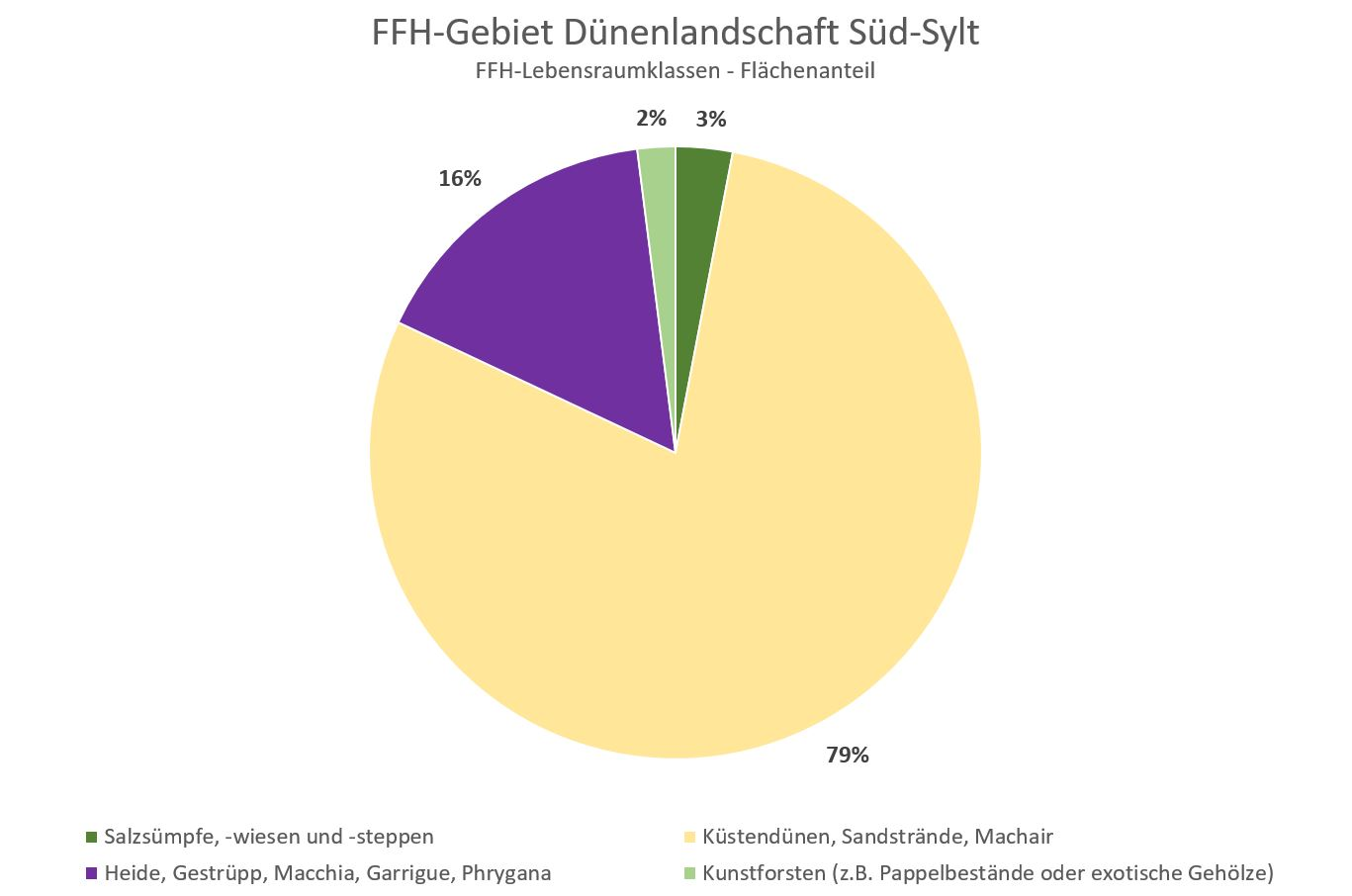
Diagramm 1: FFH-Lebensraumklassen im FFH-Gebiet Dünenlandschaft Süd-Sylt

Der NATURA 2000-Standard-Datenbogen (SDB) für dieses FFH-Gebiet wurde im Juni 2004 vom Landesamt für Landwirtschaft, Umwelt und ländliche Räume (LLUR) des Landes Schleswig-Holstein erstellt, im September 2004 als Gebiet von gemeinschaftlicher Bedeutung (GGB) vorgeschlagen, im November 2007 von der EU als GGB bestätigt und im Januar 2010 national nach § 32 Absatz 2 bis 4 BNatSchG in Verbindung mit § 23 LNatSchG als besonderes Erhaltungsgebiet (BEG) bestätigt. Der SDB wurde letztmalig im Mai 2019 aktualisiert. Die erste Fortschreibung für den Managementplan für das FFH-Gebiet wurde am 21. Januar 2019 veröffentlicht. Für den FFH-Teilbereich NSG Hörnum Odde wurde eine erste Fortschreibung für einen zusätzlichen Managementplan am 4. Januar 2020 veröffentlicht.
Das FFH-Gebiet beinhaltet im Norden das NSG Baakdeel-Rantum/Sylt und im Süden das NSG Rantumer Dünen/Sylt sowie an der Südspitze das NSG Hörnum-Odde/Sylt. Das FFH-Gebiet grenzt im Osten an das NSG Nordfriesisches Wattenmeer und an den Nationalpark Schleswig-Holsteinisches Wattenmeer und angrenzende Küstengebiete.
Die Naturschutzgebiete Hörnum-Odde/Sylt, Nordfriesisches Wattenmeer, sowie der Nationalpark Schleswig-Holsteinisches Wattenmeer und angrenzende Küstengebiete werden von der Naturschutzgesellschaft Schutzstation Wattenmeer betreut. Das NSG Baakdeel-Rantum/Sylt und das NSG Rantumer Dünen/Sylt werden vom Söl’ring Foriining–Sylter Verein betreut.
Im FFH-Gebiet Dünenlandschaft Süd-Sylt befindet sich ein gesetzlich geschütztes archäologisches Bodendenkmal. Es ist ein Grabhügel mit der Objekt-Nr. aKD-ALSH-001555, der sich im NSG Baakdeel-Rantum/Sylt am Dünenrand zur Nordsee befindet.
Das FFH-Gebiet besteht fast vollständig aus Küstendünen, Sandstränden und Heiden, siehe Diagramm 1. Die Flächen des Teilgebietes Hörnum-Odde befinden sich im öffentlichen Eigentum. Die Südspitze Hörnum-Odde ist durch Sturmfluten des letzten Jahrzehnts im Küstenverlauf stark verändert worden. Ohne ständige Küstenschutzmaßnahmen wird sie immer mehr in der Nordsee verschwinden.

## FFH-Erhaltungsgegenstand

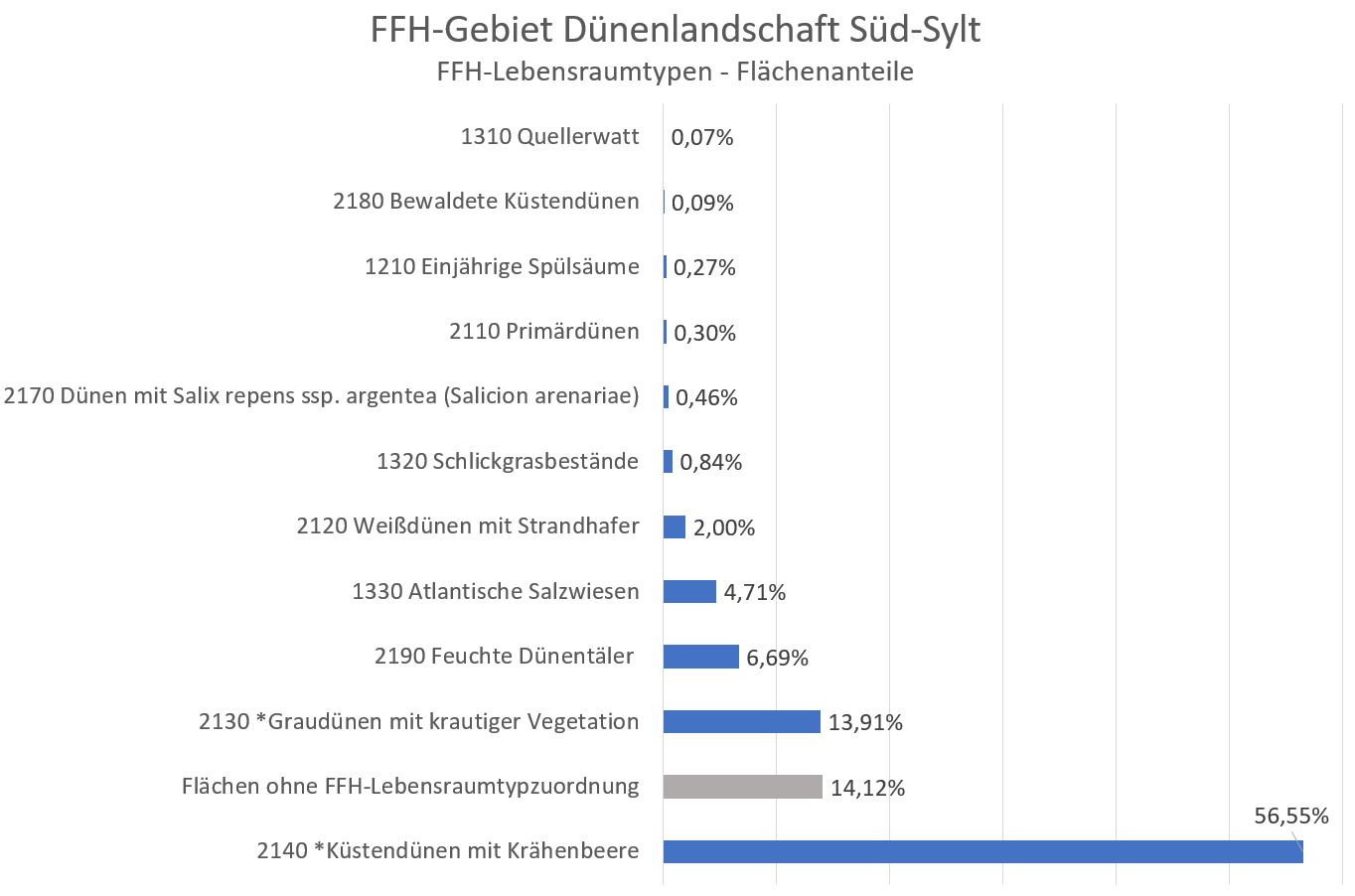
Diagramm 2: FFH-Lebensraumtypen im FFH-Gebiet Dünenlandschaft Süd-Sylt

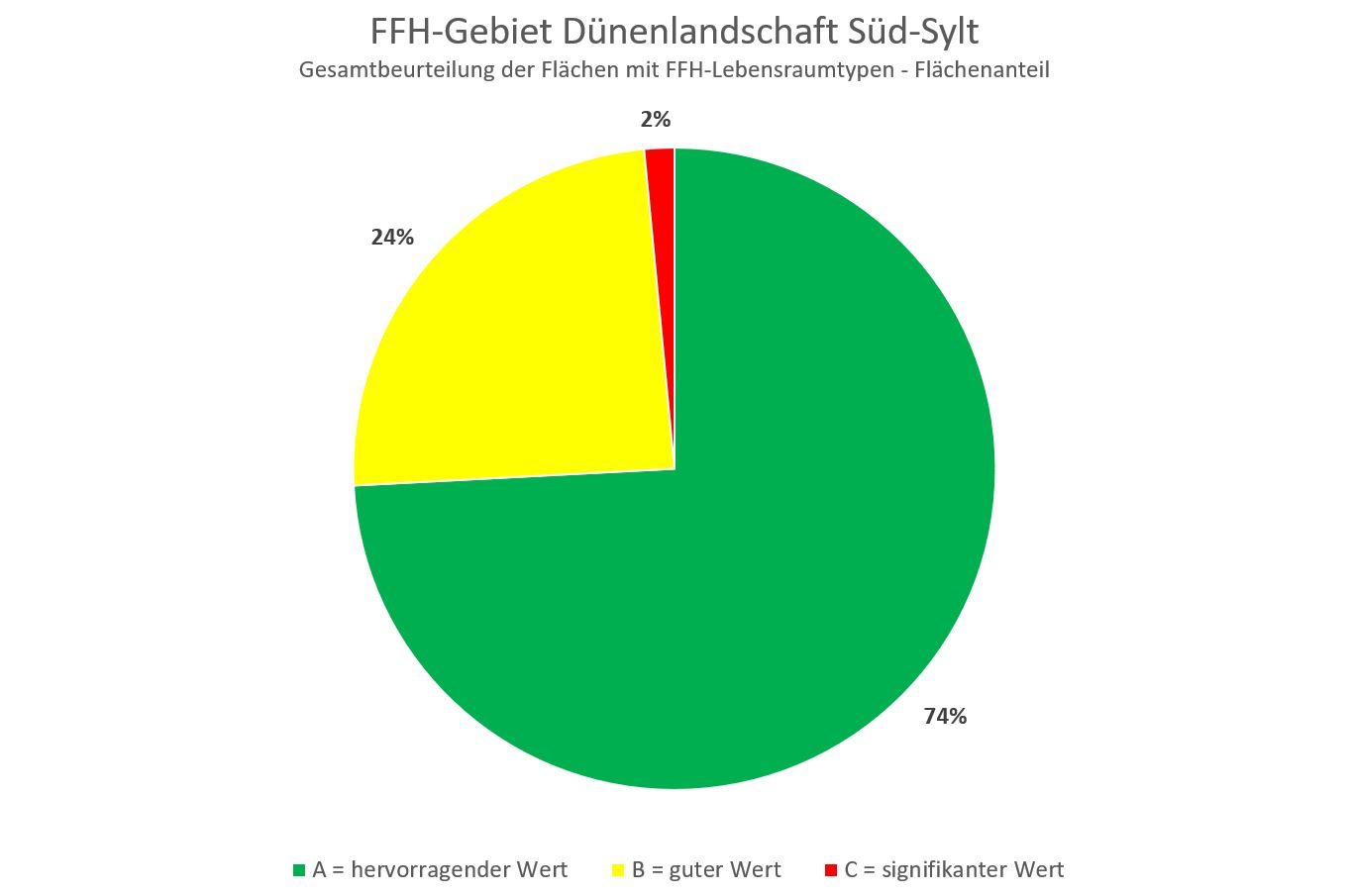
Diagramm 3: Gesamtbewertung der Flächen der FFH-Lebensraumtypen im FFH-Gebiet Dünenlandschaft Süd-Sylt

Laut Standard-Datenbogen vom Mai 2012 sind folgende FFH-Lebensraumtypen und Arten für das Gesamtgebiet als FFH-Erhaltungsgegenstände mit den entsprechenden Beurteilungen zum Erhaltungszustand der Umweltbehörde der Europäischen Union gemeldet worden (Gebräuchliche Kurzbezeichnung (BfN)):
FFH-Lebensraumtypen nach Anhang I der EU-Richtlinie:
- 1210 Einjährige Spülsäume (Gesamtbeurteilung A)[15]
- 1310 Quellerwatt (Gesamtbeurteilung B)[16]
- 1320 Schlickgrasbestände (Gesamtbeurteilung C)[17]
- 1330 Atlantische Salzwiesen (Gesamtbeurteilung B)[18]
- 2110 Primärdünen (Gesamtbeurteilung B+C)[19]
- 2120 Weißdünen mit Strandhafer (Gesamtbeurteilung A)[20]
- 2130* Graudünen mit krautiger Vegetation (Gesamtbeurteilung A)[21]
- 2140* Küstendünen mit Krähenbeere (Gesamtbeurteilung A)[22]
- 2170 Dünen mit Salix repens ssp. argentea (Salicion arenariae) (Gesamtbeurteilung B)[23]
- 2180 Bewaldete Küstendünen (Gesamtbeurteilung B)[24]
- 2190 Feuchte Dünentäler (Gesamtbeurteilung A)[25]

Arten gemäß Artikel 4 der Richtlinie 2009/147/EG und Anhang II der Richtlinie 92/43/EWG:
- 1364 Kegelrobbe (Gesamtbeurteilung B)[27]

Mehr als die Hälfte der FFH-Gebietsfläche ist mit dem FFH-Lebensraumtyp 2140 *Küstendünen mit Krähenbeere bedeckt, siehe Diagramm 2. Fast dreiviertel der FFH-Lebensraumtypfläche erhält eine hervorragende Gesamtbewertung, siehe Diagramm 3.

## FFH-Erhaltungsziele
Aus den oben aufgeführten FFH-Erhaltungsgegenständen werden als FFH-Erhaltungsziele von besonderer Bedeutung die Erhaltung folgender Lebensraumtypen und Arten im FFH-Gebiet vom Ministerium für Energiewende, Landwirtschaft, Umwelt und ländliche Räume des Landes Schleswig-Holstein erklärt:
- 1210 Einjährige Spülsäume
- 1310 Quellerwatt
- 1320 Schlickgrasbestände
- 1330 Atlantische Salzwiesen
- 2110 Primärdünen
- 2120 Weißdünen mit Strandhafer
- 2130 *Graudünen mit krautiger Vegetation
- 2140 *Küstendünen mit Krähenbeere
- 2170 Dünen mit Salix repens ssp. argentea (Salicion arenariae)
- 2180 Bewaldete Küstendünen
- 1364 Kegelrobbe

Aus den oben aufgeführten FFH-Erhaltungsgegenständen werden als FFH-Erhaltungsziele von Bedeutung die Erhaltung folgender Lebensraumtypen und Arten im FFH-Gebiet vom Ministerium für Energiewende, Landwirtschaft, Umwelt und ländliche Räume des Landes Schleswig-Holstein erklärt:
- 2190 Feuchte Dünentäler

## FFH-Analyse und Bewertung
Das Kapitel FFH-Analyse und Bewertung im Managementplan beschäftigt sich unter anderem mit den aktuellen Gegebenheiten des FFH-Gebietes und den Hindernissen bei der Erhaltung und Weiterentwicklung der FFH-Lebensraumtypen. Die Ergebnisse fließen in den FFH-Maßnahmenkatalog ein. Für das FFH-Gebiet Dünenlandschaft Süd-Sylt ist eigentlich der Wattenmeerplan als Plattform für das Management dieses FFH-Gebietes zuständig. Das Ministerium für Energiewende, Landwirtschaft, Umwelt und ländliche Räume des Landes Schleswig-Holstein hat es jedoch für erforderlich gehalten, einen eigenen spezifischen Maßnahmenkatalog als Fortschreibung des ersten Managementplanes mit konkretisierenden Ergänzungen im Hinblick auf die FFH-Lebensraumtypen 2130 Graudünen und 2190 Feuchte Dünentäler und von Schutzmaßnahmen für Kreuzkröten zu erstellen, da der Wattenmeerplan diesbezüglich zu allgemein gehalten ist. Aus dem gleichen Grund wurde eine erste Fortschreibung des ersten Managementplanes für das FFH-Teilgebiet Hörnum Odde vom Ministerium für Energiewende, Landwirtschaft, Umwelt und ländliche Räume des Landes Schleswig-Holstein in Auftrag gegeben und veröffentlicht.

## FFH-Maßnahmenkatalog

### FFH-Teilgebiet Hörnum-Odde

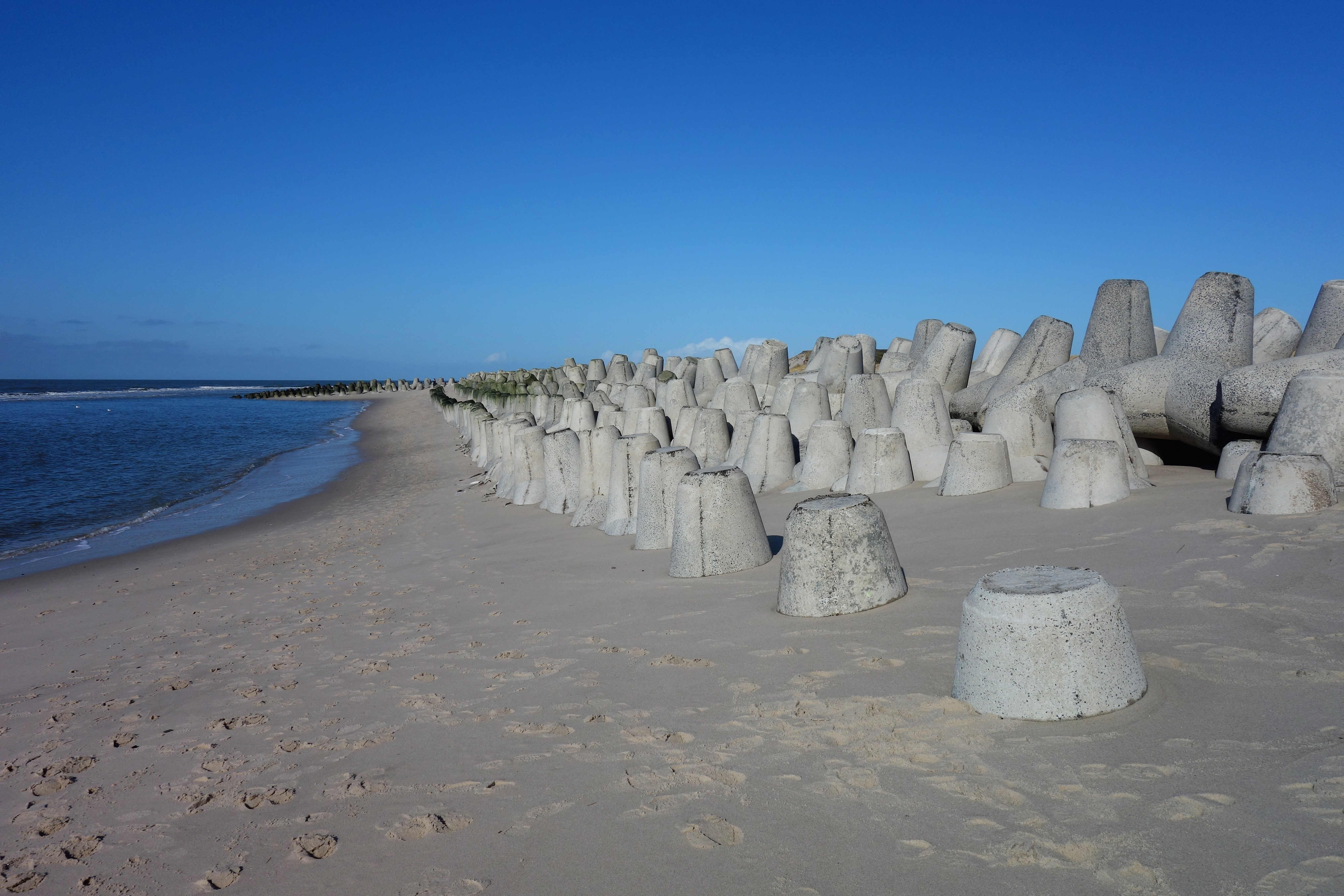
Tetrapoden an der Westküste von Hörnum-Odde

Der FFH-Maßnahmenkatalog im Managementplan führt neben den bereits durchgeführten Maßnahmen geplante Maßnahmen zur Erhaltung und Entwicklung der FFH-Lebensraumtypen im FFH-Gebiet an. Konkrete Empfehlungen sind in einer Maßnahmenkarte und 13 Maßnahmenblättern beschrieben. Die Südspitze der Hörnum-Odde hat sich in den letzten 10 Jahren um fast 400 m nach Norden verlagert. Sie hat insbesondere viele Dünen mit Krähenbeerenheide, aber auch Weiß- und Graudünen an das Meer verloren. Am Weststrand wurden seit den 60er Jahren des vorigen Jahrhunderts mehrere Küstenschutzwerke aus Tetrapoden aus Beton errichtet, die dort den Dünenverlust gestoppt haben. Im Bereich der Graudünen im Nordwesten hat sich die nicht heimische Kartoffelrose stark verbreitet. Diese sollte aus dem Gebiet weitgehend entfernt werden. Unmittelbar westlich der Graudüne sollte ein Brutschutzgebiet für den Sandregenpfeifer eingerichtet werden. Am Ostrand der Südspitze ist als Rest der weggespülten ehemaligen Dünenspitze eine größere Sandbank verblieben, die von Kegelrobben als Ruheplatz genutzt wird. Hier sollte ein Zaun zu ihrem Schutz errichtet werden.

### Konkretisierende Ergänzungen im Hinblick auf die Lebensraumtypen 2130 Graudünen und 2190 Feuchte Dünentäler und von Schutzmaßnahmen für Kreuzkröten

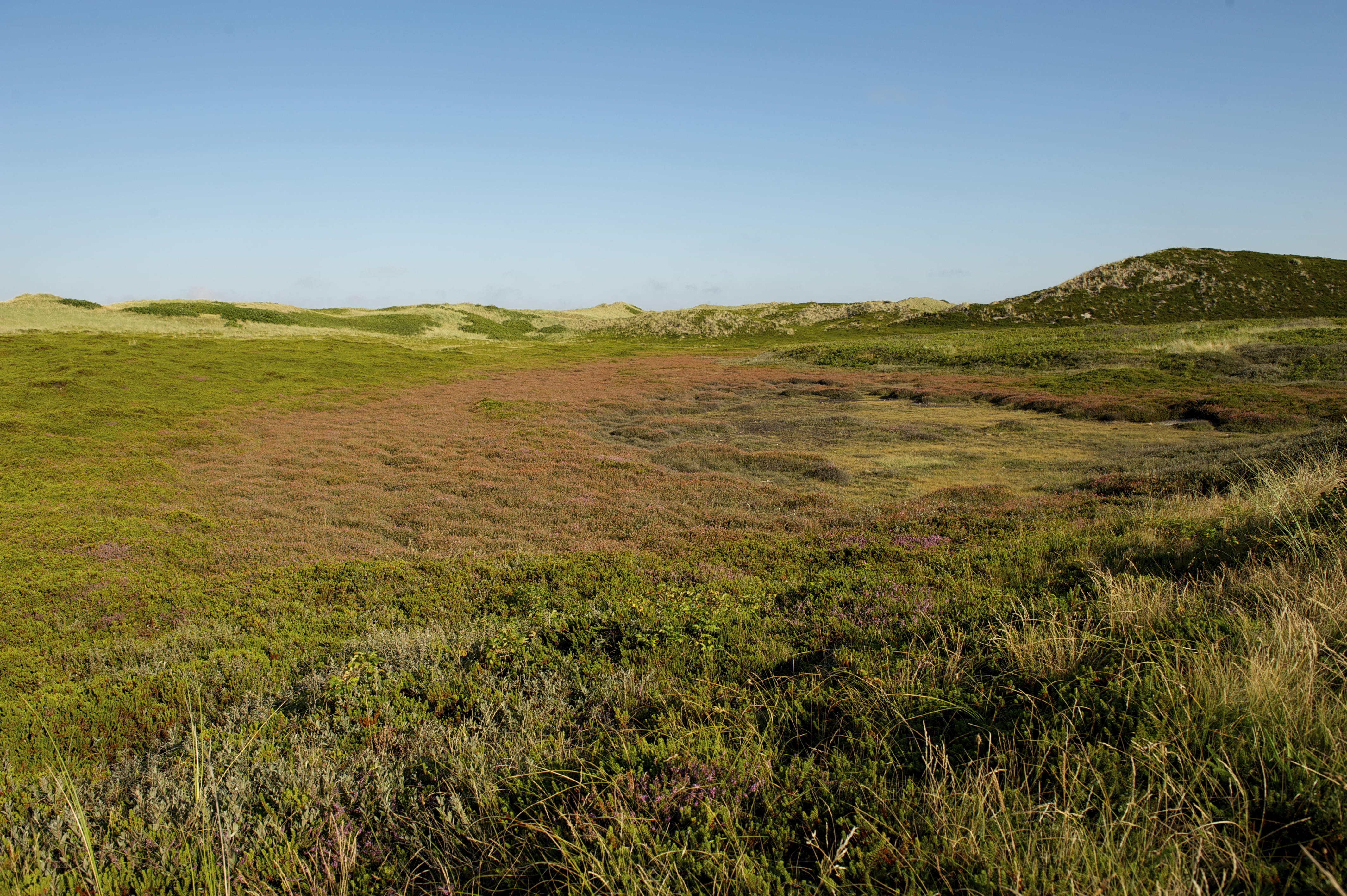
NSG Rantumer Dünen/Sylt

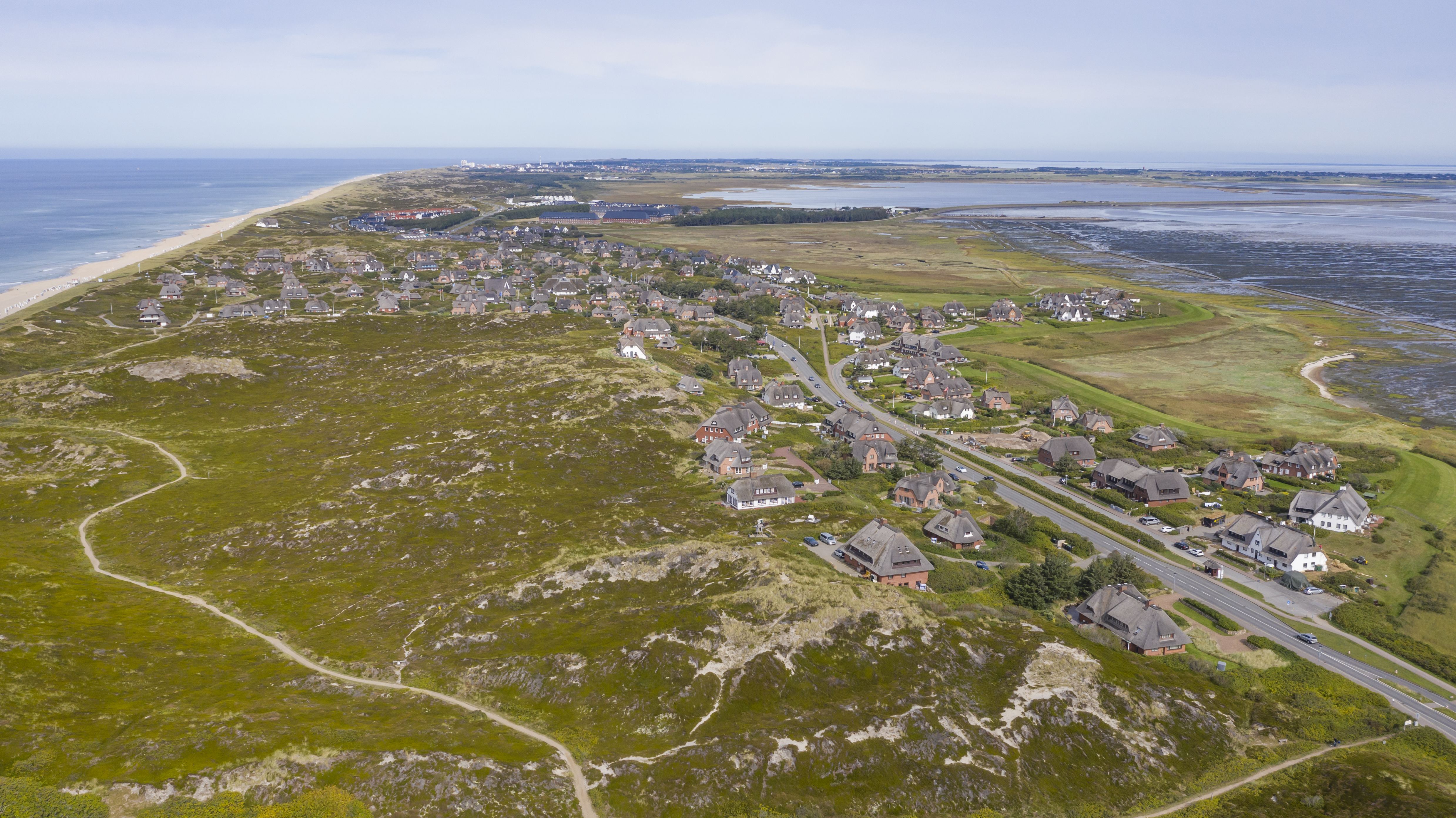
NSG Baakdeel-Rantum/Sylt

Der Lebensraumtyp 2130 Graudünen ist in seinem Bestand im gesamten FFH-Gebiet gefährdet. Durch die Eingriffe des Menschen in den natürlichen Massentransport von Flugsand durch Sandfangzäune und Anpflanzungen auf Sandflächen hat sich die Bedeckung durch Glocken-Heide hin zum Lebensraumtyp Heide verändert. Damit wurden für den Lebensraumtyp Graudünen typische Arten wie Wildes Stiefmütterchen, Frühlings-Greiskraut, Bauernsenf und Frühe Haferschmiele verdrängt. Eine ähnliche Entwicklung hat sich für den Lebensraumtyp 2190 Feuchte Dünentäler ergeben. Diese sind größtenteils vollständig zugewachsen ohne offene Sandflächen. Dies hat auch Auswirkungen auf die Population der Kreuzkröte. Im Rahmen des Amphibienschutzkonzeptes Nordfriesland ständen Mittel zur Verfügung, um Maßnahmen zur Offenlegung von Sandflächen und Anlage neuer oder Vertiefung vorhandener Laichgewässer durchzuführen. Dies käme auch der Entwicklung der beiden Lebensraumtypen 2130 Graudünen und 2190 Feuchte Dünentäler zugute. In Planung für diese Maßnahme waren 2016 zwei Dünentäler im NSG Rantumer Dünen/Sylt östlich der Hörnumer Straße mit 6600 m². Neuere Luftbilder zeigen, dass diese Maßnahme mittlerweile weitgehend umgesetzt wurde.

## FFH-Erfolgskontrolle und Monitoring der Maßnahmen
Eine FFH-Erfolgskontrolle und Monitoring der Maßnahmen findet in Schleswig-Holstein alle 6 Jahre statt. Mit Stand 26. Januar 2021 wurden noch keine Ergebnisse eines Folgemonitorings veröffentlicht.